# Polygala leptophylla
Polygala leptophylla là một loài thực vật có hoa trong họ Polygalaceae. Loài này được Burch. miêu tả khoa học đầu tiên năm 1822.